# Nouakchott-Oumtounsy nemzetközi repülőtér
A Nouakchott-Oumtounsy nemzetközi repülőtér (IATA: NKC, ICAO: GQNO) (arab مطار نواكشوط الدولي - أم التونسي) egy mauritániai nemzetközi repülőtér, amely Nouakchottnál található. A várostól 25 kilométerre északra található. A repülőtér 2016 júniusában nyitotta meg kapuit a Nouakchott-Oumtounsy nemzetközi repülőtér utódjaként. Éves utasforgalma 350 373 fő (2017).

## Története
A repülőteret Omer Houessou tervezte, ez volt a legnagyobb projekt Mauritániában 1960 óta. A mauritániai kormány 2011. október 13-án hagyta jóvá a tervet, és egy helyi vállalat, a Najah for Major Works (NMW) a következő hónapban megkezdte az építkezést.
A Nouakchott-Oumtounsy nemzetközi repülőtér 2016. június 23-án nyílt meg, időben az Arab Liga július végi 27. csúcstalálkozójához.  A repülőtér a Nouakchotti nemzetközi repülőteret váltja fel, amely 25 kilométerre délre, a városközpontban található. A Mauritania Airlines Zouératból érkező járata 12:00 órakor érkezett, és ezzel elsőként szállt le a repülőtéren. Mohamed Ould Abdel Aziz elnök délután érkezett, hogy felavassa a repülőteret az első nemzetközi járat, a Turkish Airlines Atatürk nemzetközi repülőtérről érkező járatával.
Az Egis Group hozta létre a repülőtér áthelyezési programot, amelynek keretében a korábbi repülőtér egyidejűleg leállt, és ugyanazon a napon nyitotta meg a nagyközönség előtt az új repülőteret.

## Infrastruktúra
A 30 000 négyzetméteres utasterminál 6 beszállókapuval rendelkezik, és évente 2 millió utas fogadására alkalmas. Van egy külön terminál a szállítmányok számára, valamint egy VIP fogadóterület is.

### Kifutópályák
A repülőtérnek két kifutópályája van:

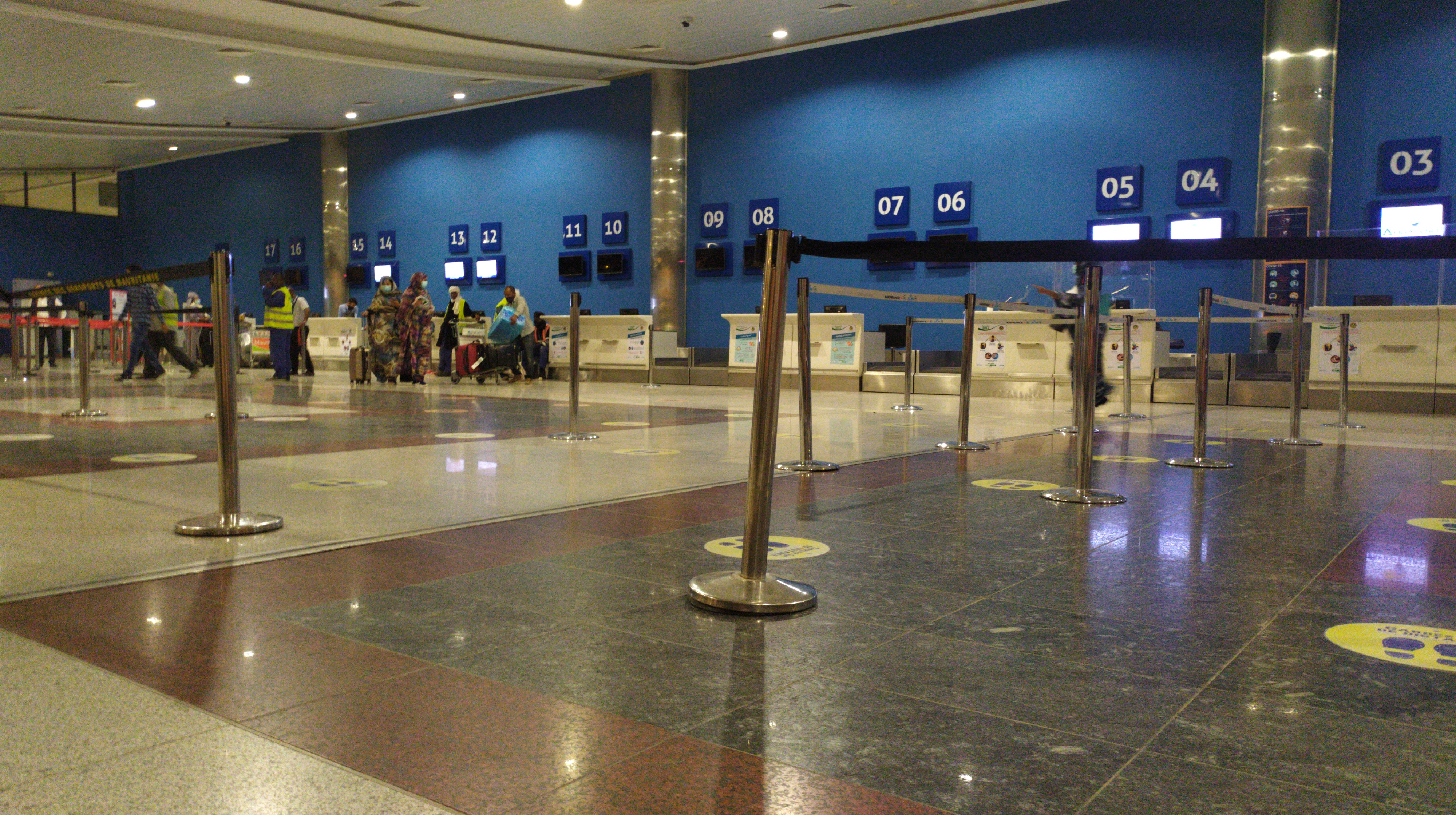
A repülőtér belseje

A repülőtér futópályái:
- 06/24 (2400 m, beton)
- 16/34 (3400 m, beton)

## Légitársaságok és úti célok
| Légitársaság        | Célállomások                                                                         |
| ------------------- | ------------------------------------------------------------------------------------ |
| Air Algérie         | Algír, Dakar                                                                         |
| Air France          | Conakry, Párizs-Charles de Gaulle                                                    |
| Air Senegal         | Dakar                                                                                |
| ASKY Airlines       | Conakry                                                                              |
| Binter Canarias     | Gran Canaria                                                                         |
| Mauritania Airlines | Abidjan, Bamako, Casablanca, Conakry, Dakar, Gran Canaria, Néma, Nouadhibou, Zouérat |
| Royal Air Maroc     | Casablanca                                                                           |
| Tunisair            | Tunisz                                                                               |
| Turkish Airlines    | Isztambul                                                                            |

## Forgalom
Az utasforgalom az elmúlt években az alábbi módon változott:
| 2016 | 309 435 |
| 2017 | 350 373 |

## Fordítás
Ez a szócikk részben vagy egészben  a   Nouakchott–Oumtounsy International Airport című angol Wikipédia-szócikk ezen változatának fordításán alapul.  Az eredeti cikk szerkesztőit annak laptörténete sorolja fel. Ez a jelzés csupán a megfogalmazás eredetét és a szerzői jogokat jelzi, nem szolgál a cikkben szereplő információk forrásmegjelöléseként.